# Hecatesia exultans
Hecatesia exultans là một loài bướm đêm trong họ Noctuidae.